# Clé 4G

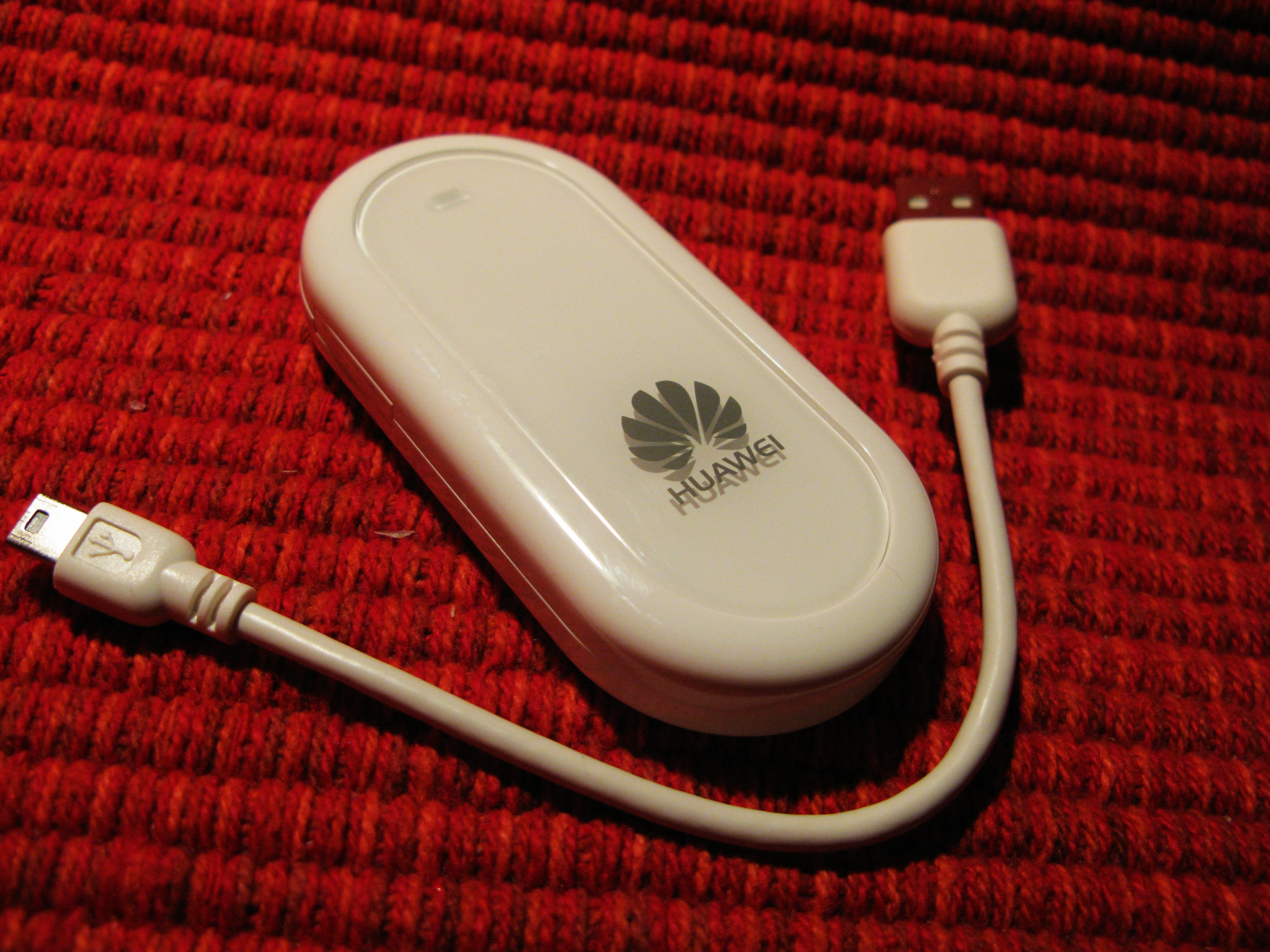
Module 4G ou 3G avec cable USB

Une clé 4G ou 3G se présente sous la forme d'un dongle USB équipé d'un modem radio et dans lequel on place une carte SIM.
Le développement des réseaux de téléphonie mobile avec l'apparition de nouveaux protocoles pour la transmission des données a permis l'instauration d'un service d'accès à Internet mobile directement par le biais des antennes relais (node B) des opérateurs. 
Les principaux protocoles de transmissions sont l'UMTS (3G), l'HSDPA (3.5G, débit à 7.2Mbit/s théorique), l'HSDPA+ (3.75G, débit 42 Mbit/s théorique) et le LTE (pré-4G — avec un débit théorique de 100 à 150 Mbit/s). 
Paris, Montpellier, Marseille, Lyon étaient (en janvier 2013) les premières villes françaises couvertes par le LTE.
Les longueurs d'onde hertziennes utilisées pour l'internet mobile sont en France : 900 Mhz et 1 800 Mhz pour les GPRS et Edge (2.5 G), 900 Mhz et 2 100 Mhz pour l'UMTS (3G), et 700, 800, 1 800 Mhz et 2 600 Mhz pour la 4e génération (LTE et LTE Advanced).
La sophistication des clés 4G ou 3G permet désormais de transformer par l'intermédiaire d'un seul dongle un signal de téléphonie mobile 4G ou 3G en Wi-Fi afin de pouvoir partager une connexion entre plusieurs ordinateurs (on parle alors de « dominos » 4G ou 3G).

## Fonctionnement et aspects techniques
Une clé 4G ou 3G est généralement alimentée par le port USB de l'ordinateur. Les clés 4G ou 3G permettent l'accès à Internet grâce à un abonnement proposé par les opérateurs de téléphonie mobile (Orange, Bouygues, SFR, Free mobile… en France). Sans cet abonnement, le client ne pourrait pas exploiter les antennes 4G ou 3G, ni accéder (via le réseau mobile) au réseau Internet.

## Législation et contrat d'utilisations
Les opérateurs interdisent parfois l'utilisation des forfaits téléphoniques pour l'accès à Internet, procédé appelé partage de connexion, ou tethering.

## Utilisation pour un accès à Internet sédentaire
L'utilisation de modems utilisant le réseau cellulaire comme accès à internet, en alternative à l'ADSL par exemple, est permis par l'augmentation du débit des dernières générations de normes de téléphonie mobile. L'opérateur Bouygues Telecom propose en France depuis janvier 2017 une « Box 4G » dans certaines zones non couvertes par la fibre optique. L'opérateur Orange propose lui aussi une offre « 4G home » destinée aux zones mal connectées par l'Internet fixe.